# Урасіма Таро
Урашіма Таро (яп. 浦島 太郎) — головний герой японської леґенди про молодого рибалку, що врятував черепаху, викупивши її в жорстоких дітлахів. Вдячна тварина відвезла його на своєму панцирі до Рюґу-джьо  — підводного палацу володаря морів Рюджіна  — Морського Дракона. Відбувши там кілька днів, він повернувся до свого селища, де виявив, що за цей час на землі спливли століття (цей міф вважають раннім прикладом оповідання про подорож у часі).
Як певну метафору японці використовують ім'я цього героя на позначення людини, геть розгубленої у світі, що назавжди змінився, подібно до того, як американці називають таких людей Ріпами ван Вінклями.

## Фабула

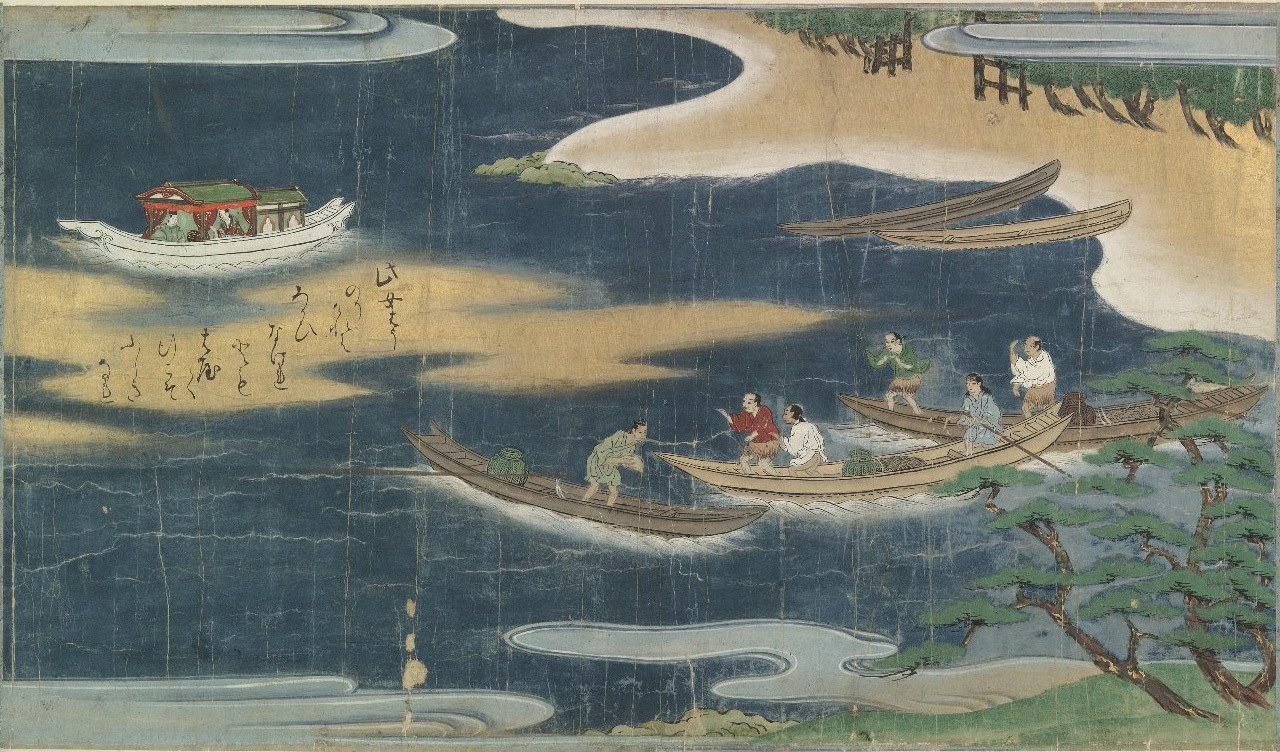
Урасіма рятує черепаху. Японська акварель (кінець XVI - початок XVII століття)

Одного дня бідний рибалка Урасіма Таро йшов із мізерним виловом до своєї оселі. Простуючи надмор'ям, він помітив малечу, яка збиткувалася зі спійманої морської черепахи. Величезна плавчиня була цілковито безпорадною на суходолі, незграбно борсаючись кінцівками-ластами в піску. Розчулений юнак зглянувся над рептилією і заступився за неї перед дітворою, та маленькі мучителі й не слухали його докорів. Тоді милосердний рибалка вирішив викупити в дітей їхню здобич, а відтак відпустив її у море.
Невдовзі, коли Таро за звичаєм зібрався порибалити на човні, знайома черепаха виринула з води й заговорила до нього людською мовою. Вона красно подякувала своєму визволителю й запросила відвідати свою Батьківщину. Приголомшений юнак погодився. Тоді чарівна тварина подарувала йому зябра й звеліла сісти собі на панцир. Рибалка вмостився позручніше і вони занурились у хвилі. Не один день пливла черепаха в глибинах, аж поки на самісінькому дні не спалахнув барвистим сяйвом палац Морського Дракона.
Там Урашіму гостила його донька — прекрасна Отохіме (за іншою версією  — вона сама й була тією черепахою). Принцеса віншувала Таро за безкорисливість, частувала невиданськими наїдками й дивувала розкошами власних володінь. Таро до нестями закохався в богиню й забув про все на світі. Він гараздував у палаці три дні (інші варіанти  — сім днів або чотири роки), однак раптом згадав рідних і те, що лишив похилих батьків, і заблагав повернути його назад. Хоч як Отохіме засмучувало розставання з любасом, вона зичила йому лише добра й мусила відпустити. На прощання принцеса вручила Таро загадкову перламутрову скриньку, яка б захистила його від лиха, і дала розказ: у жодному разі не чіпати зеленої стрічки, що перев'язувала скриньку.

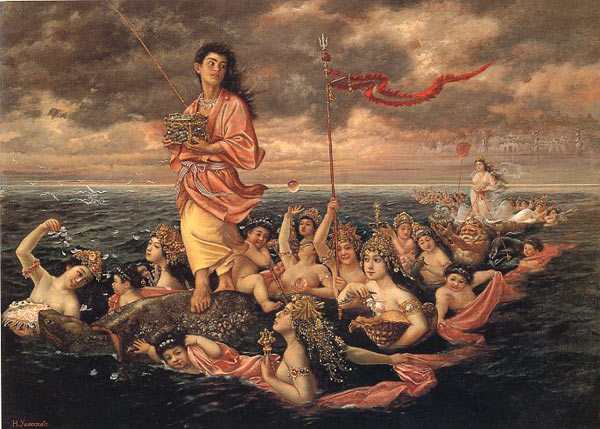
Повернення Урасіми до надводного світу (Ямамото Госуі)

Морські мешканці винесли рибалку з нурту хвиль на те саме місце, де він вирушив у мандри. Та повернувшись додому, Таро не знайшов свого човна й помітив зміни в навколишній природі: все нібито було на місці, але узбережжя та схили пагорбів зсунулися, а лісова стежка, що вела до його села, стала дорогою. Пішовши нею до села, він побачив, що за час його відсутності минуло 700 років (за іншими версіями  — 300 або 400). Батько-мати й усі, хто його знав, давно померли. Тільки старі згадували передання про необачного юнака, що зник у морі. У рідному селі він виявився абсолютно чужим.
Розчавлений цією новиною нещасний рибалка почимчикував до берега, де з розпачу відкрив подаровану скриньку. Із неї зараз же вирвався дим, оповив хлопця, миттю зістарив його та вбив. Прибій набігав на білий кістяк із довгою бородою, а з моря долинув ніжний і сумний голос: «Я ж казала тобі, не відкривай ту скриньку: в ній ваша старість...»
За деякими переказами, Урасіма не загинув, а став новим богом води, але вже ніколи не міг покинути водний простір.

## Історична основа

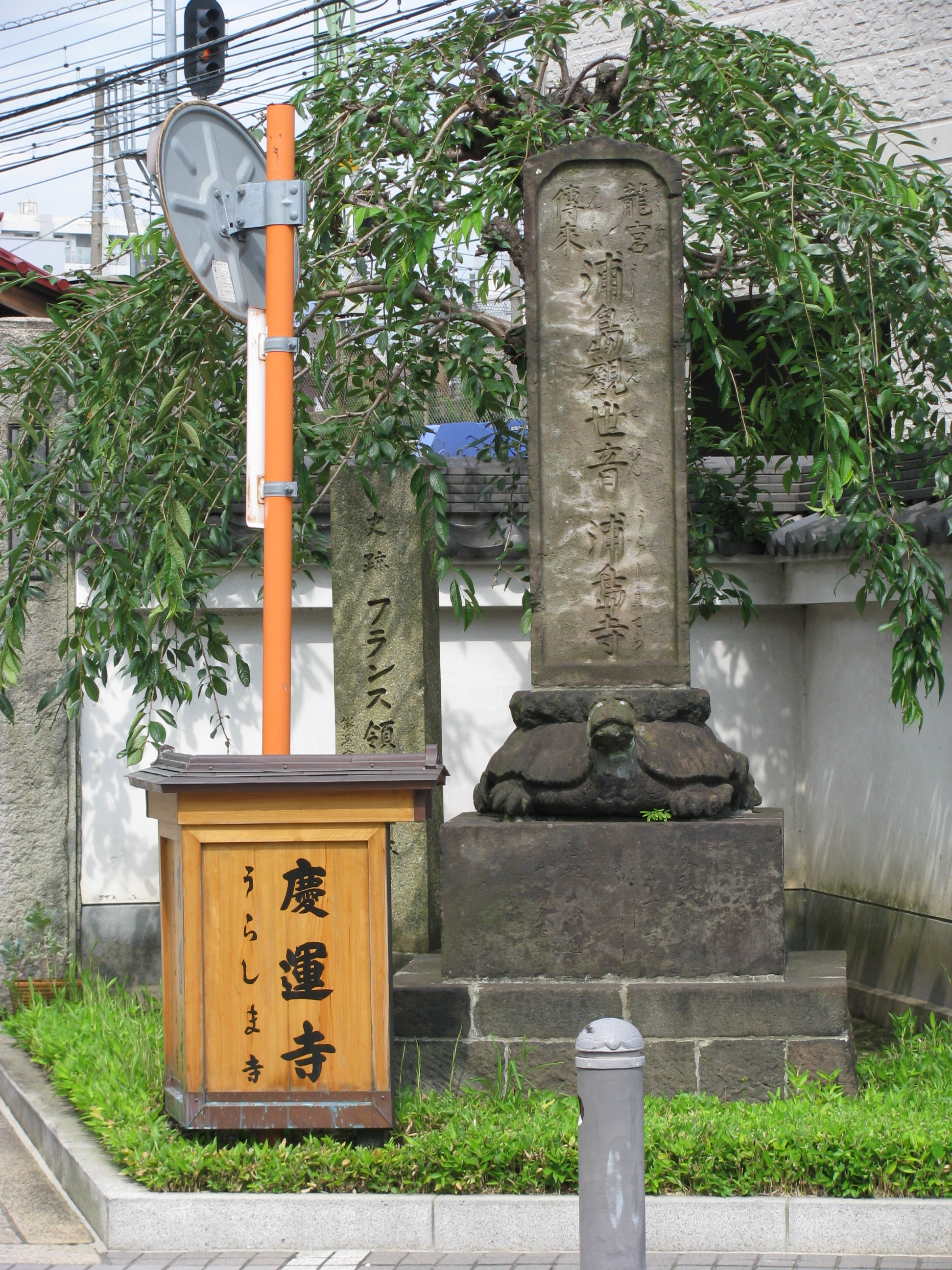
Кам'яний пам'ятник у храмі Урашіма Джинджа

На західному узбережжі півострова Танґо в північній префектурі Кіото стоїть храм, названий Урашіма Джинджа. Там зберігається старовинний літопис, який розповідає про людину на ім'я Урашімако, що вона полишила свою Вітчизну 478 року від Різдва Христового й відвідала край, де люди ніколи не вмирають. Зниклий мандрівник повернувся додому 825 року з першим Таматебако. Десять днів по тому він відкрив коробку, і звідти вийшла хмара білого диму, яка перетворила Урашімако на стариґаня. Того ж року, довідавшись про цю історію, тогочасний імператор Джюнна звелів Оно но Такамурі збудувати храм у пам'ять про дивовижну подорож Урашімако, де б його дух віднайшов пристановок. Там і розмістили перший таматебако, який відтоді набув неабиякої популярності по всій «Країні Висхідного Сонця».

## Виноски
1. ↑   [Архівовано 16 травня 2006 у Wayback Machine.] стаття «Cryonics and Bionics as Primitive Weapons in the War on Time» (Christopher Yorke; Journal of Evolution and Technology; том 15; № 1; 2006 рік; 73–85 сторінки
2. ↑  Shin Wa-Ei Daijiten, 5th edition, entry "Urashima Tarō. Kenkyūsha. 2006.
3. ↑  Архівована копія. Архів оригіналу за 9 серпня 2014. Процитовано 9 серпня 2014.{{cite web}}:  Обслуговування CS1: Сторінки з текстом «archived copy» як значення параметру title (посилання)